# Grand-Marais (Suisse)
Pour les articles homonymes, voir Grand Marais.

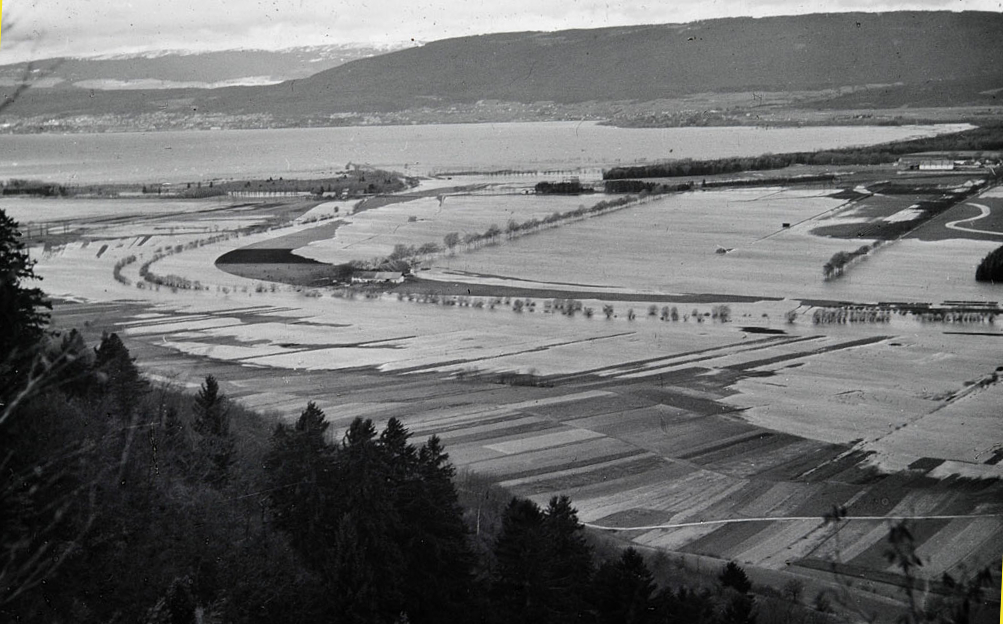
Le Grand-Marais inondé

Le Grand-Marais, appelé en allemand Grosses Moos, est un marais de Suisse.
D'une surface de 62,5 km2, il était le plus grand marais de Suisse. Il était situé entre les lacs de Bienne et de Morat, dans le Seeland. 
Il a été assaini à l'occasion des corrections des eaux du Jura aux XIXe et XXe siècles. Il constitue aujourd’hui une importante zone de culture maraîchère.